# Monastero di Sant'Antonio
Il monastero di Sant'Antonio è uno dei principali monasteri copti dell'Egitto. Si trova a circa 40 km ad ovest di Zafarana e a circa 160 km a sud-est del Cairo, nel deserto orientale, non distante dal Mar Rosso. È il più antico monastero cristiano del mondo.

## Fondazione e storia
Il monastero fu costruito verso il 356 sulla tomba di sant'Antonio abate. Poco si conosce del primo periodo di vita del monastero. Durante il sesto e settimo secolo parecchi monaci provenienti dall'area di Scetes si rifugiarono in questo monastero per fuggire dalle frequenti incursioni dei beduini del deserto occidentale. I beduini riuscirono a distruggerlo parzialmente nell'XI secolo.
Il monastero riuscì a riprendersi e fiorì dal XII fino al XV secolo, ma venne saccheggiato nel 1454 dai beduini. In risposta a questi attacchi attorno al monastero venne costruita una struttura simile a una fortezza per proteggerlo.

## Storia moderna
Il monastero in epoca moderna è un villaggio indipendente con giardini, un mulino, un forno e cinque chiese. Le mura sono adorne di affreschi che ritraggono cavalieri in colori brillanti ed eremiti in colori più tenui.
Gli affreschi sono rovinati da secoli di fuliggine, grasso delle candele, olio e polvere. In uno sforzo collaborativo tra il Consiglio supremo di antichità e il Centro di ricerche americano in Egitto sono stati intrapresi dei lavori di restauro dei dipinti, dei quali i più antichi risalgono al VII e VIII secolo, mentre quelli più recenti al XIII secolo. All'interno della chiesa di Sant'Antonio si trova anche un restauro di un lavoro in legno.
Il monastero possiede anche una biblioteca con oltre 1700 manoscritti. Questa probabilmente ospitava molti più volumi, ma il loro numero si ridusse significativamente a causa dei saccheggi compiuti dai beduini, che utilizzarono molti dei manoscritti come combustibili per cucinare.
La grotta dove Antonio visse come un eremita sale per 2 km dal monastero e si trova 680 metri sul livello del Mar Rosso. Nel 2005, sotto la chiesa degli Apostoli, vennero alla luce le celle dei monaci del IV secolo - le più antiche mai trovate - 

## Attuale abate
L'attuale abate del monastero è il vescovo Justus.

## Papi della Chiesa ortodossa copta provenienti dal monastero di Sant'Antonio
- Papa Marco VII di Alessandria
- Papa Giovanni XVIII di Alessandria
- Papa Marco VIII di Alessandria

## Galleria d'immagini

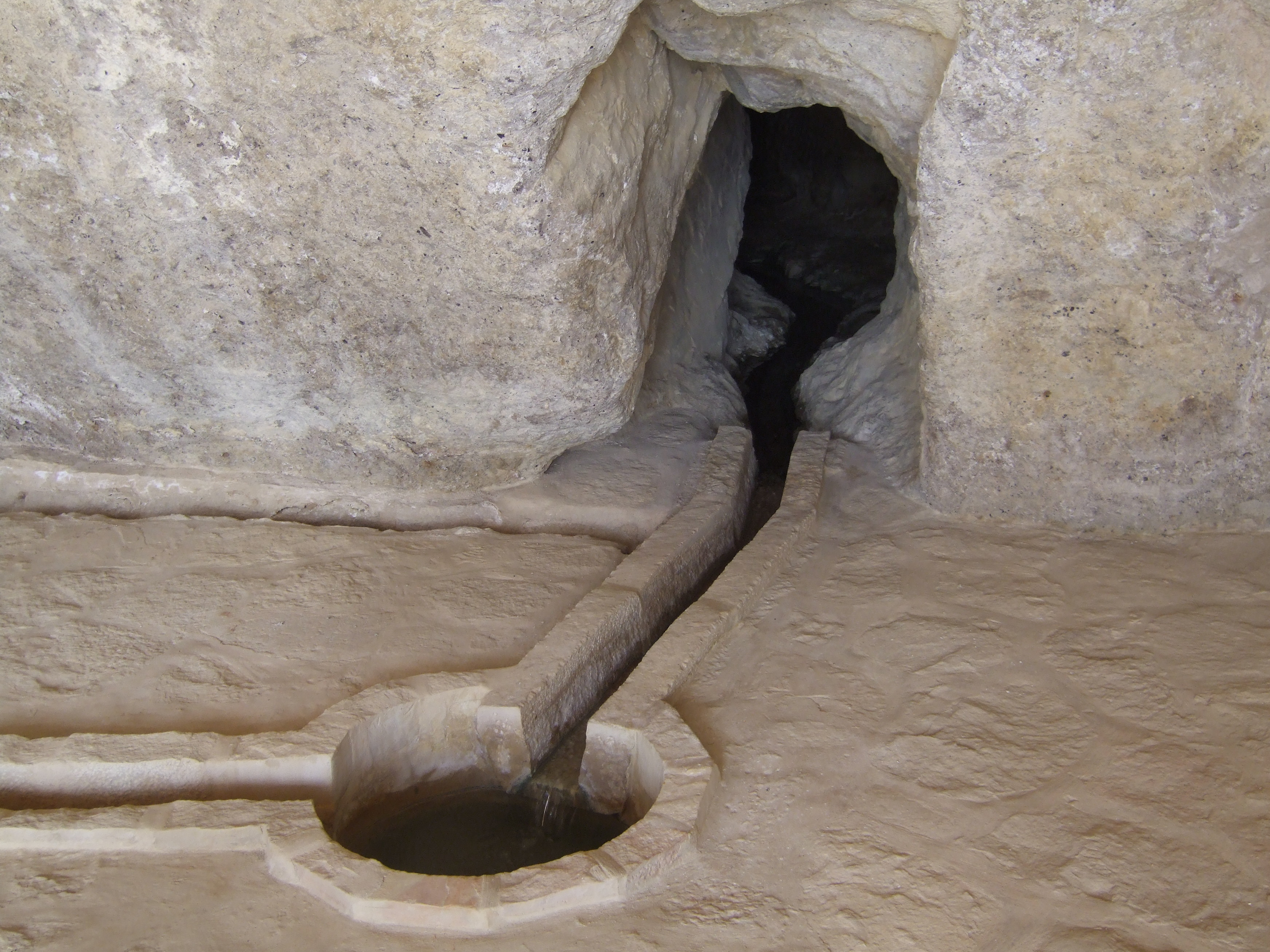
Canalizzazione per l'approvvigionamento idrico
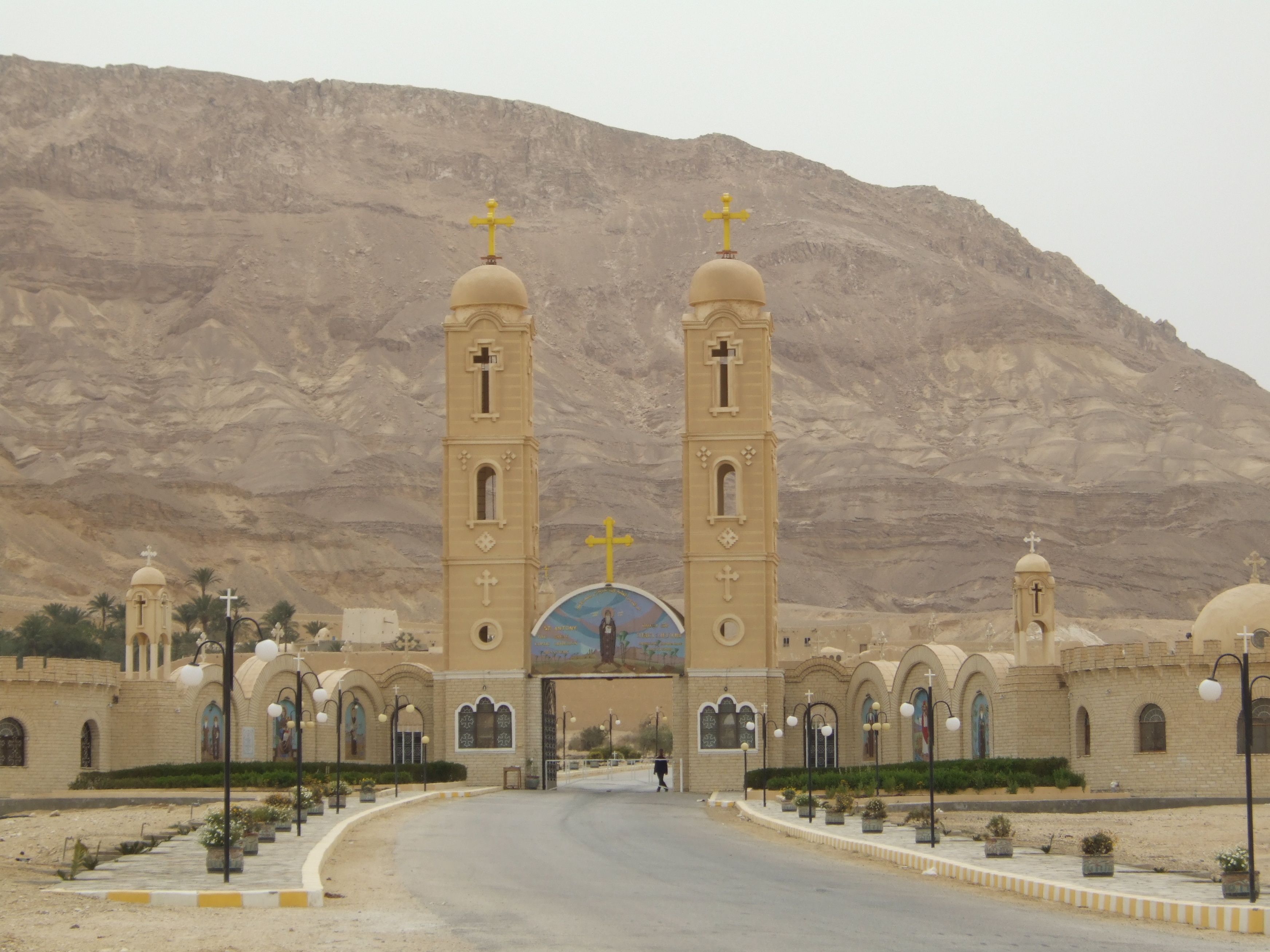
Ingresso al Monastero
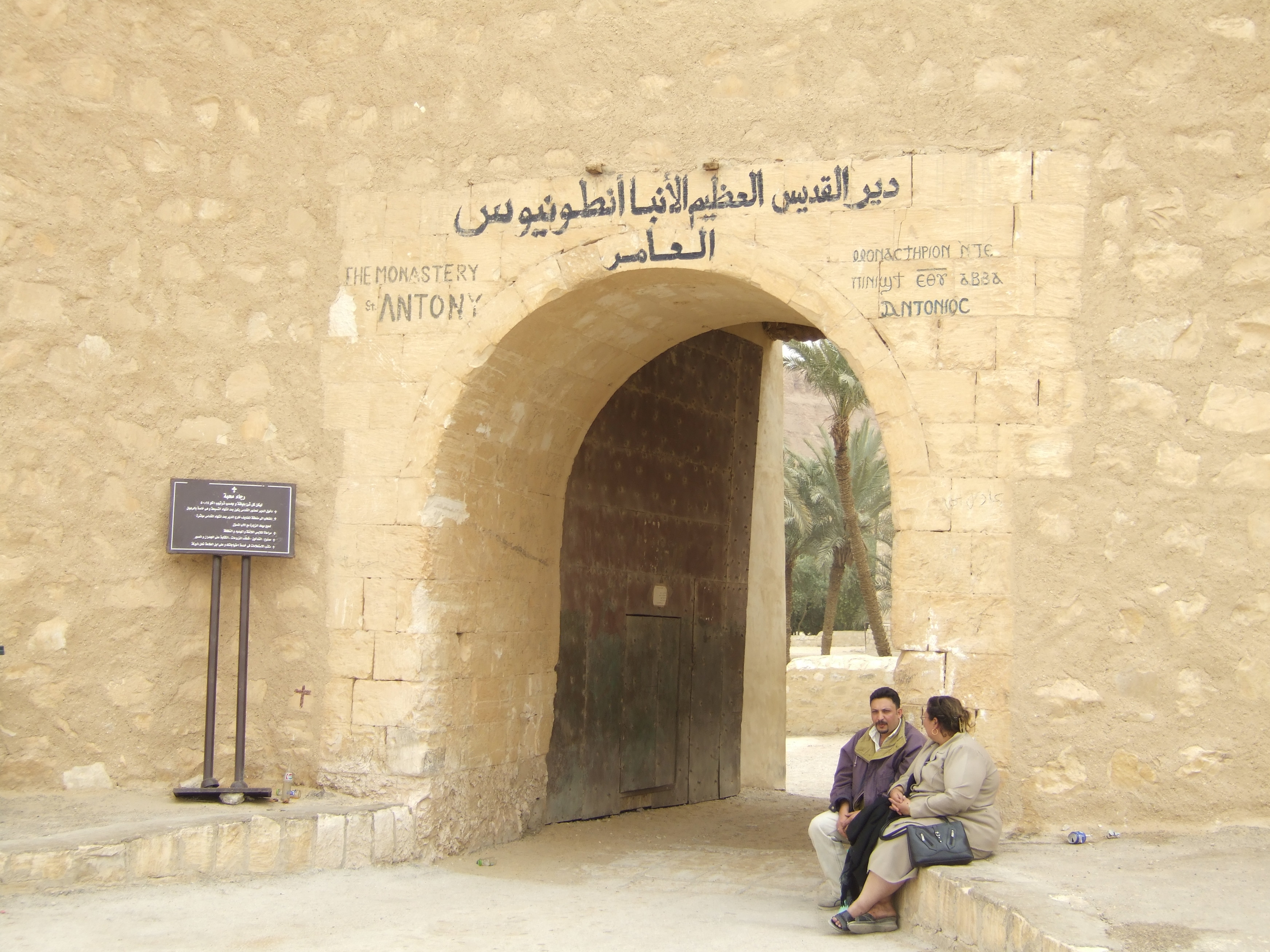
Porta nelle mura antiche
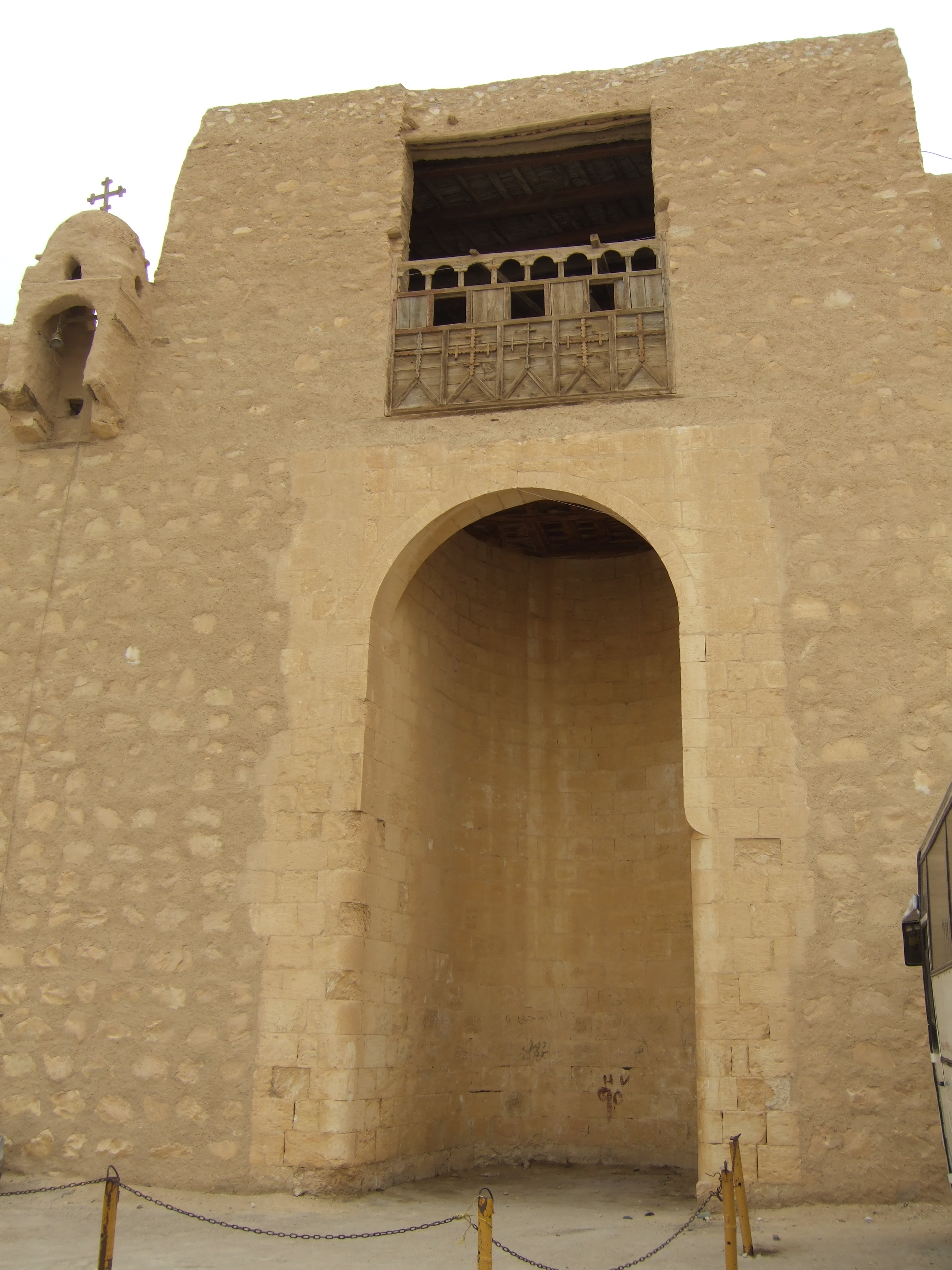
Antico ingresso
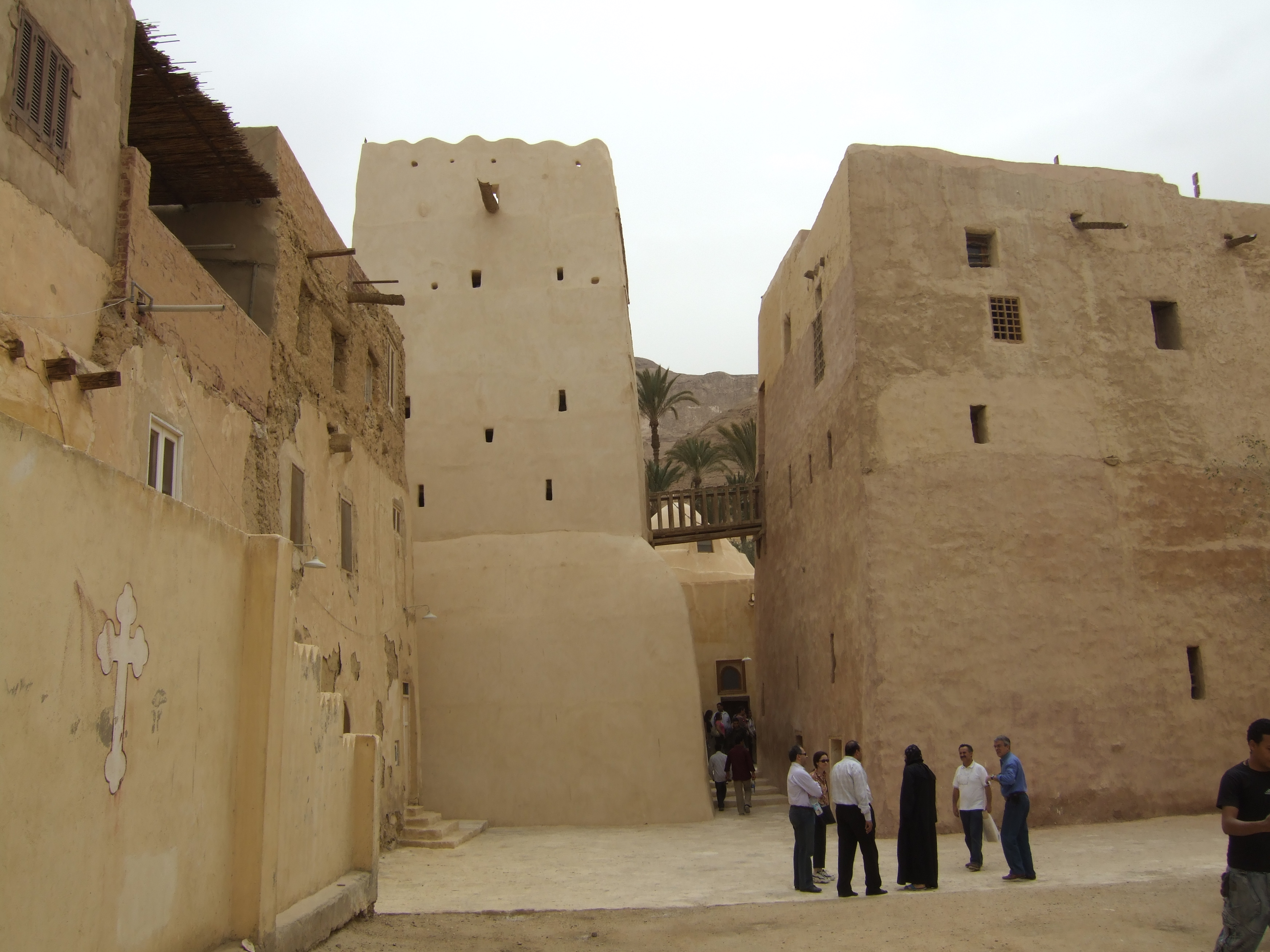
Torre difensiva del monastero
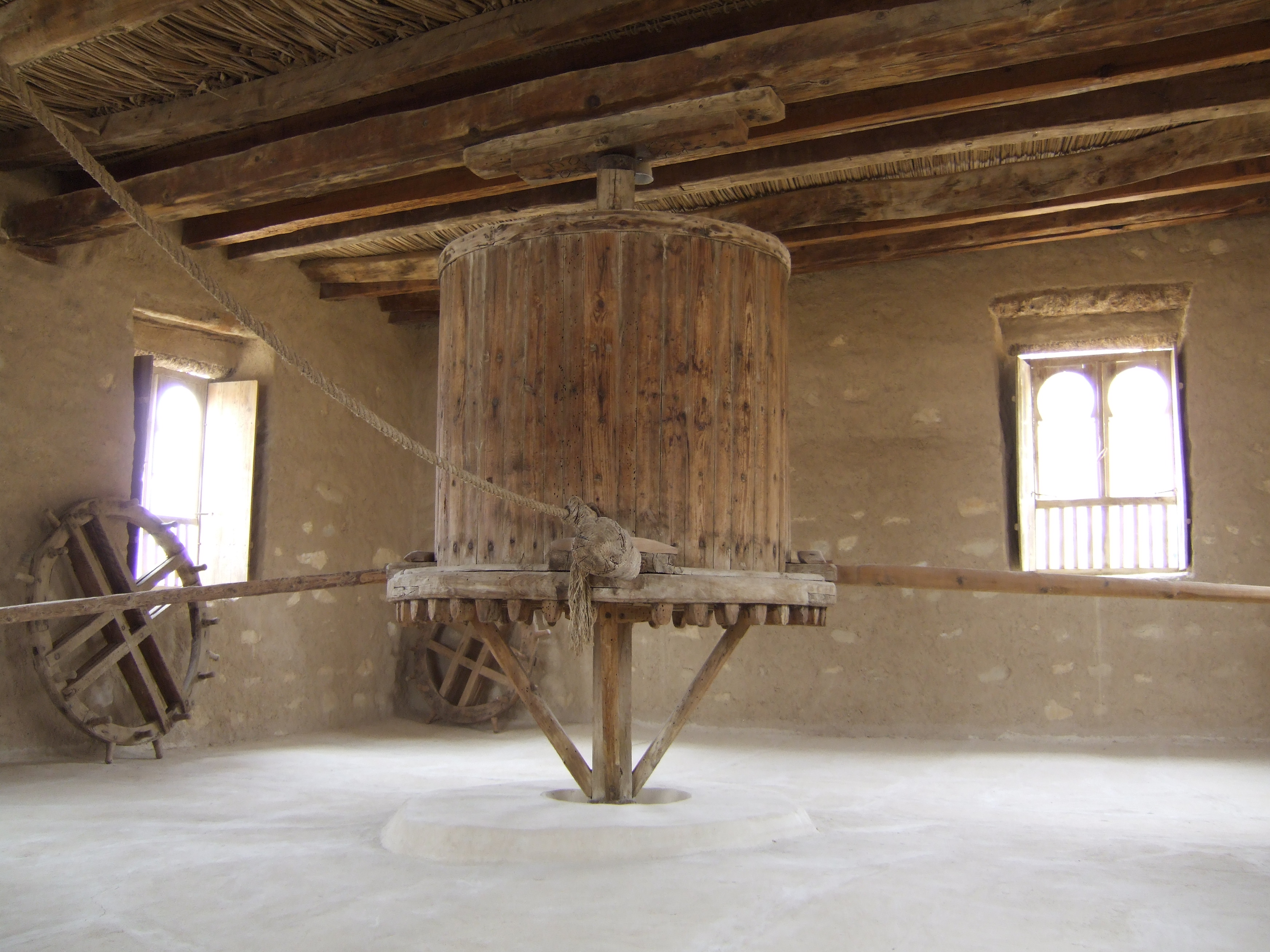
Ascensore per il sollevamento delle persone
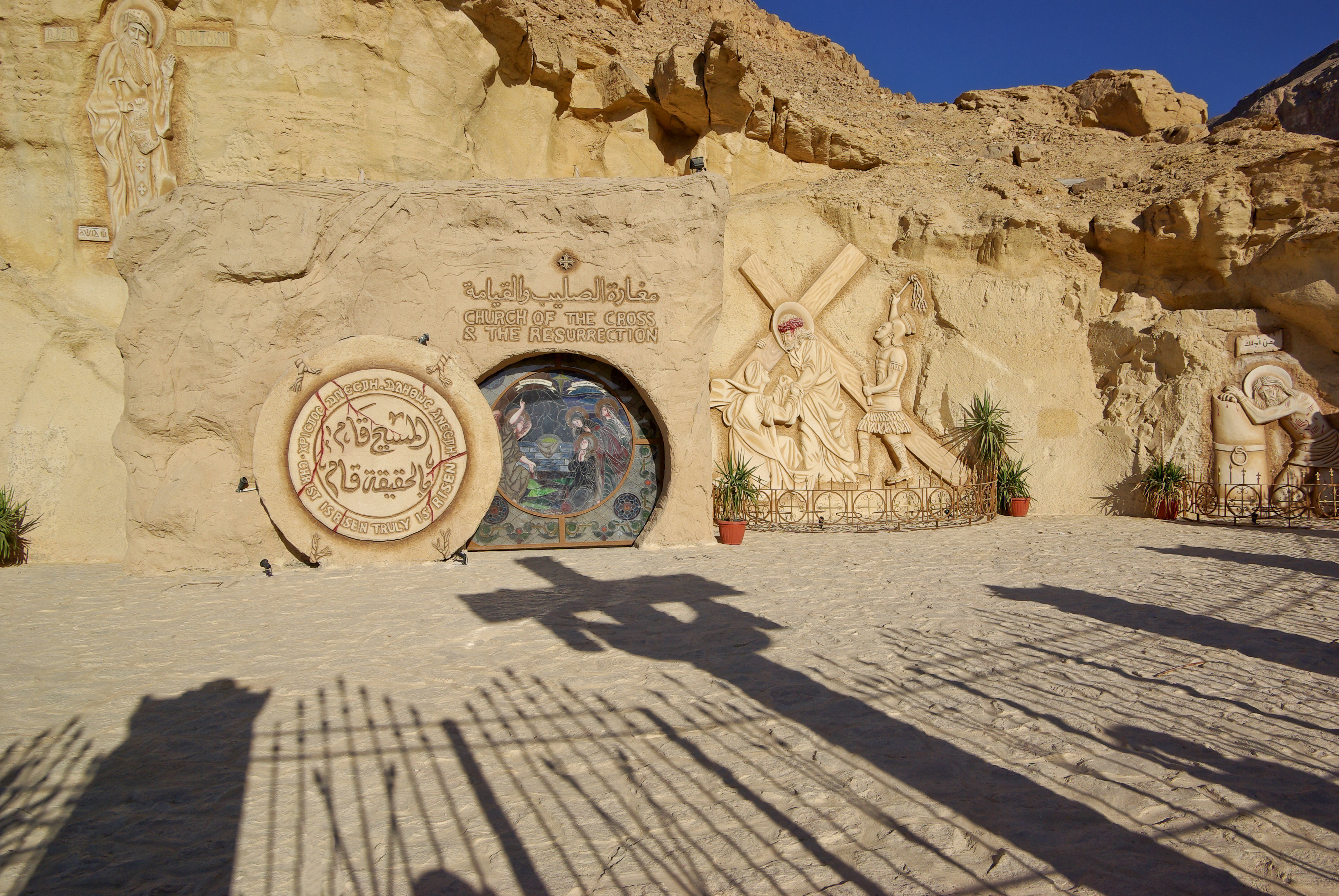
La chiesa della croce e della Risurrezione di Gesù all'interno del monastero
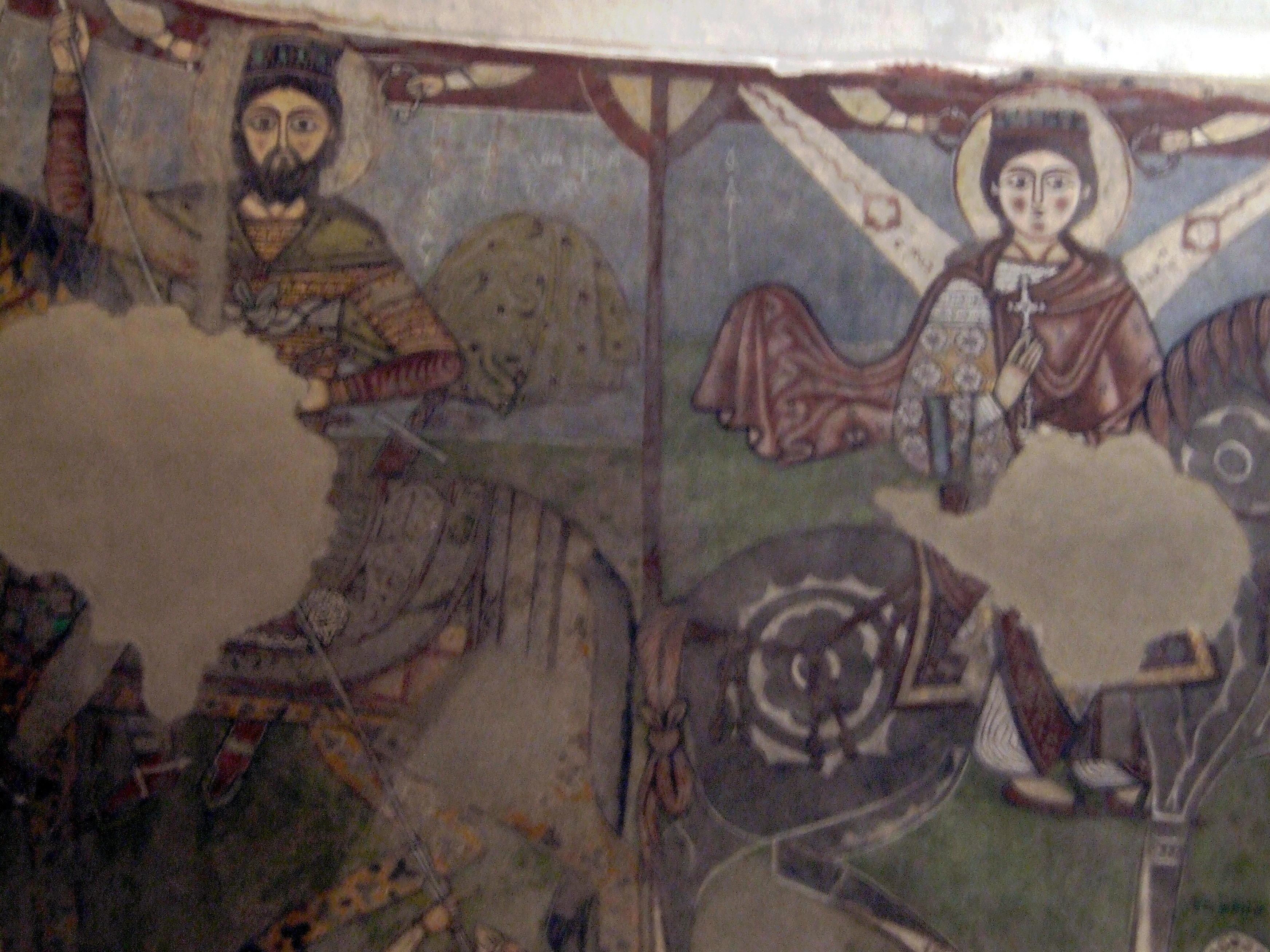
Affresco nella chiesa
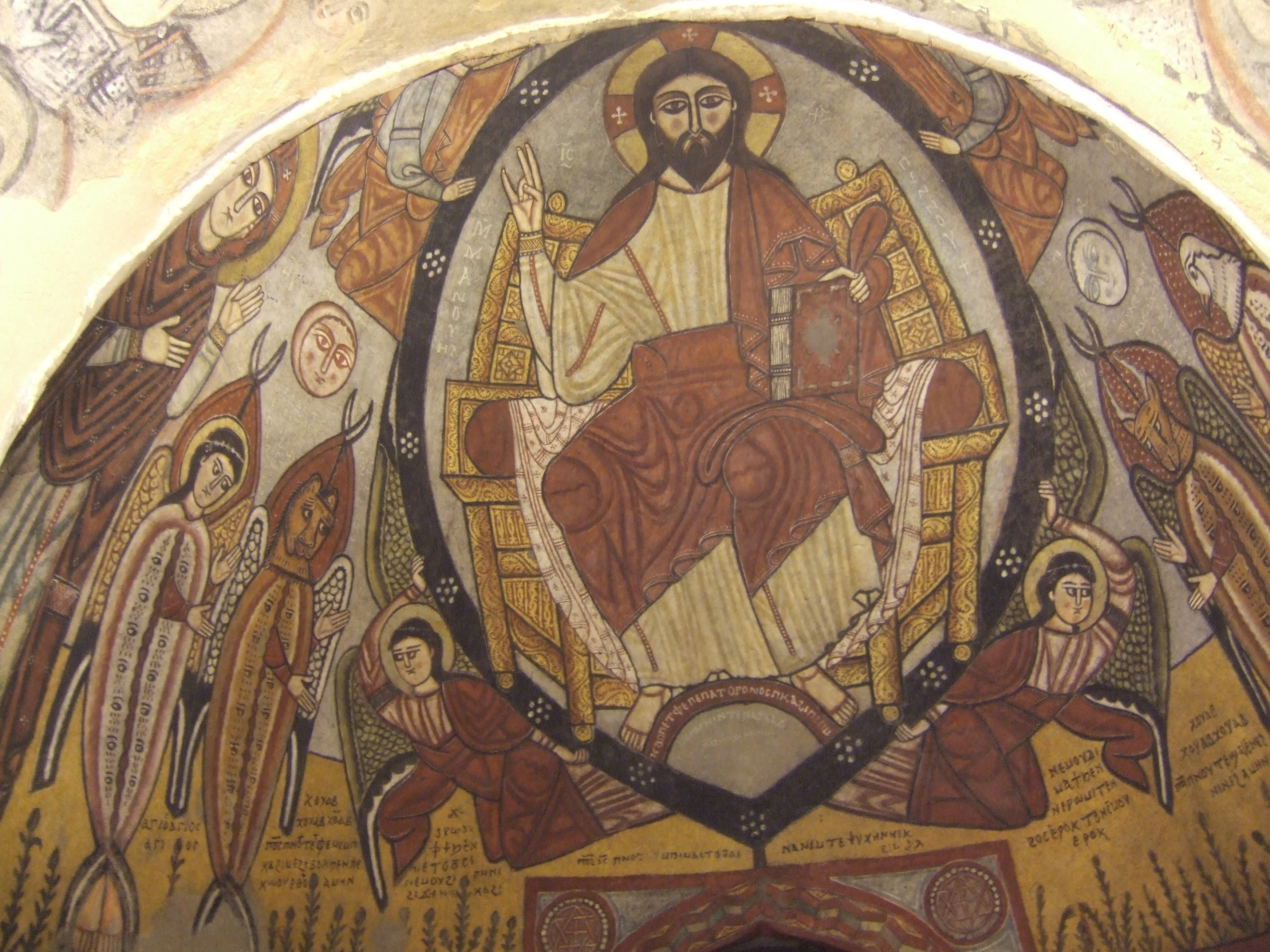
Affresco nella chiesa